# Henk Lakeman
Henk Lakeman (Ilpendam, Waterland, 30 d'agost de 1922 - Amsterdam, 8 d'abril de 1975) va ser un ciclista neerlandès que fou professional entre 1942 i 1954. Va competir tant en carretera com en pista on va guanyar la primera edició del Sis dies de Barcelona.

## Palmarès
- 1946
  - 1r a la Ronde van Midden-Limburg
- 1947
  - 1r a la Ronde van Midden-Limburg
  - Vencedor d'una etapa a la Volta a les 6 províncies
- 1949
  - Vencedor d'una etapa a la Volta als Països Baixos
- 1950
  - 1r a la Volta als Països Baixos i vencedor d'una etapa
- 1952
  - 1r als Sis dies de Barcelona (amb Cor Bakker)